# Goof Troop
Goof Troop est un jeu vidéo d'action-aventure développé et édité par Capcom. Disponible fin 1993, le joueur y incarne Dingo (nommé Goofy en anglais) et Max.
L'histoire est simple, le joueur doit sauver Pat Hibulaire et son fils Junior, qui ont été capturés par des pirates, et amenés sur une île.
Ce jeu propose de résoudre une multitude d'énigmes. Le joueur doit ainsi pousser des blocs, tuer des méchants, trouver des objets et surtout faire marcher sa cervelle. À travers 5 niveaux (plage, village, château hanté, grotte et bateau pirate), divers ennemis (serpents, hérissons, mais surtout des pirates) vont pouvoir être éliminés de façons différentes, en leur lançant des objets, ou avec un grappin pour certains.
Jouable à 2 en simultané, le nombre d'ennemis ne change pas. Le nombre d'objets que peut porter un joueur est limité à 1, contre 2 en solo. Il est à noter que Dingo possède une force accrue (il tue les ennemis les plus résistants en un coup, alors qu'il faut davantage de coups pour que Max en vienne à bout). Par contre, Max se déplace plus vite que Dingo.

## Système de jeu
Incarnant Dingo ou Max, le(s) joueur(s) parcourt cinq zones de l'île de Spoonerville : la plage, un village assiégé, un château hanté, une caverne et enfin le bateau pirate où Pat Hibulaire et Pat Hibulaire Jr sont retenus prisonniers. Dingo se déplace plus lentement que Max, mais peut infliger plus de dégâts aux ennemis.
Le but de chaque niveau est de résoudre diverses énigmes pour atteindre la fin du niveau et vaincre le boss. Bien que Dingo et Max ne puissent pas combattre directement, ils peuvent utiliser diverses méthodes pour vaincre leurs ennemis, comme leur lancer des objets comme des tonneaux ou des bombes, leur enfoncer des blocs, les faire tomber du niveau ou les attirer sur le chemin des attaques ennemies. Tout au long du jeu, les joueurs trouveront divers objets à collectionner qui pourront les aider. Ramasser des fruits peut protéger Max ou Dingo d'un seul coup. Des vies supplémentaires sont gagnées si le joueur parvient à ramasser une certaine quantité de fruits sans être touché. Ramasser des diamants rouges rapporte une vie supplémentaire, tandis que les diamants bleus permettent de continuer. En multijoueur, si un joueur perd toutes ses vies, il peut réapparaître avec trois vies supplémentaires s'il peut passer à un autre écran. Cependant, si les deux joueurs perdent toutes leurs vies sur le même écran, la partie est terminée. S'ils ont des continuations, ils peuvent continuer depuis le même écran. Sinon, ils devront reprendre le niveau depuis le début grâce à un mot de passe.
Pour progresser dans le jeu, les joueurs doivent collecter divers objets. Chaque joueur ne peut en posséder qu'un seul à la fois (deux en solo). Le grappin permet de franchir de larges espaces entre les crochets, mais peut également être utilisé pour repousser les ennemis et collecter des objets à longue distance. La cloche sert à attirer l'attention des ennemis afin de déclencher des énigmes ou de les piéger. D'autres objets incluent des bougies pour éclairer les zones sombres, des pelles pour creuser la terre meuble et récupérer des objets, des planches pour boucher les ponts et des clés pour déverrouiller certaines portes et portails. Certaines portes ne s'ouvrent que sous certaines conditions, comme glisser des blocs ou vaincre tous les ennemis à l'écran.
À la fin de chaque niveau, un combat de boss est prévu, où vous devez vaincre le boss à l'aide de divers objets jetables qui apparaissent dans la pièce.

## Intrigue
Par une belle journée de pêche à Spoonerville, Dingo et son fils Max partent en mer. En pleine pêche, ils aperçoivent un immense bateau pirate se dirigeant vers Spoonerville, avec Pete et PJ kidnappés. Dingo tente de rattraper le bateau, mais n'y parvient pas avant que le navire n'accoste sur l'île des pirates.
Après avoir débarqué sur l'île et vaincu un groupe de pirates, Dingo et Max apprennent que les pirates ont pris Pete pour leur capitaine, Keelhaul Pete, avalé par une baleine il y a longtemps. Tandis que Dingo et Max explorent l'île et combattent d'autres pirates, Pete et PJ entretiennent cette idée fausse, Pete appréciant son rôle de roi des pirates.
Finalement, Dingo et Max atteignent le bateau pirate et voient ce qui semble être Pete. Dingo tente de le sauver, mais l'assomme accidentellement. Max réalise alors que celui qu'ils prenaient pour Pete est en réalité le véritable Keelhaul Pete, revenu après avoir été recraché par la baleine. Inquiets pour la sécurité de leurs voisins, Dingo et Max infiltrent le bateau pirate, ce qui culmine avec une nouvelle altercation avec Keelhaul Pete. Après l'avoir vaincu, ils trouvent Pete et PJ sur le point d'être donnés en pâture à un alligator et les sauvent promptement. Suspendant Keelhaul Pete au-dessus de l'alligator à leur place, Dingo, Max, Pete et PJ retournent à leur partie de pêche[réf. nécessaire].

## Accueil
« Goof Troop » a reçu des critiques mitigées, voire positives, à sa sortie. Nintendo Power lui a attribué la note de 3,525 sur 5. Bien que la critique ait critiqué le défi comme étant « assez faible », elle a déclaré que « le jeu est toujours très amusant »[réf. nécessaire]. Ingo Zaborowski de MAN!AC a attribué au jeu une note de 75 %[réf. nécessaire]. En 2013, Andy Green de Nintendo Life a largement salué le jeu, déclarant : « Goof Troop est un véritable bijou de jeu lorsque l'on fait équipe avec un ami en multijoueur. Il est peut-être court, le gameplay est peut-être simple et les énigmes sont faciles, mais il est indéniable que c'est une expérience incroyablement agréable lorsque les deux membres de la troupe sont à l'écran ». Dans la même critique, Green a critiqué le mode solo, déclarant : « la nature simpliste du jeu et son faible niveau de difficulté le rendent fastidieux et avec le temps, vous en aurez assez de terminer des énigmes qui ont manifestement été conçues pour plus d'une personne »[réf. nécessaire].

## Équipe de développement
- Game Design : Shinji Mikami, Satoshi Murata
- Programme principal : Masatsugu Shinohara
- Programmation : Shinya Ikuta, Toshihiro Fujikawa
- Object Design : Tsuyoshi Wakuta, Yuji Wada, Toru Nakayama
- Scroll Design : Naoe Yoshida, Tomohiko Inagaki, Tsuyoshi Okahisa
- Effets sonores : Tatsuya Nishimura, Elf
- B. G. M. : Yuki Satomura
- Remerciements : Takuya Shiraiwa
- Production : Patrick Gilmore

## À noter
Goof Troop est le nom original de la série animée La Bande à Dingo dont a été tiré le jeu.